# Arnold Viersen
Arnold Viersen, né le 3 mai 1986 à Barrhead en Alberta, est un mécanicien et homme politique canadien qui représente la circonscription de Peace River—Westlock depuis 2015 sous la bannière du Parti conservateur.

## Biographie
Viersen fréquente la Covenant Canadian Reformed School à Neerlandia lors de ses douze années de scolarité. Il réside actuellement près de sa maison d'enfance dans le comté de Westlock. Avant d'entrer en politique, Viersen travaille comme mécanicien automobile. Il s'identifie comme un conservateur social.

## Carrière
Lors de la 42e législature canadienne, Viersen siège au Comité des affaires autochtones et du Nord et est nommé porte-parole adjoint de l'opposition officielle en matière d'affaires rurales. Le 8 décembre 2016, la motion d'initiative parlementaire M-47 proposée par Viersen reçoit le consentement unanime de la Chambre des communes. Le texte officiel de cette motion se lit comme suit : « Que le Comité permanent de la santé soit chargé d'examiner les effets sur la santé publique de la facilité d'accès et de visionnage de matériel sexuellement explicite violent et dégradant en ligne sur les enfants, les femmes et les hommes, en reconnaissant et en respectant les juridictions provinciales et territoriales à cet égard, et que ledit comité fasse rapport de ses conclusions à la Chambre au plus tard en juillet 2017. » L'étude subséquente du Comité de la santé est la première étude du gouvernement du Canada sur les effets de la pornographie sur la santé publique depuis 1985.
Le 4 février 2020, lors d'un débat sur la sécurité des travailleuses du sexe, Viersen demande à la députée du NPD Laurel Collins si elle avait déjà envisagé le travail du sexe. Collins critiquait alors les modifications du projet de loi 36 adoptées par le gouvernement conservateur de l'ancien premier ministre Stephen Harper qui, selon Collins, met les travailleuses du sexe en danger. La déclaration de Viersen déclenche un chahut immédiat et un cri de « honte à vous » de la part d'autres députés. Viersen s'excuse par la suite, à la fois à la Chambre et sur Twitter,,.
En juin 2022, après la décision de la Cour suprême des États-Unis dans Dobbs v. Jackson Women's Health Organization qui annule le droit à l'avortement de Roe v. Wade, Viersen célèbre la décision sur Facebook, qualifiant l'avortement au Canada de « plus grande tragédie des droits humains de notre époque ».

## Historique électoral
|       | Candidat       | Parti             | # de voix | % des voix |
|       | Arnold Viersen | Conservateur      | +34 342,  | 69,35 %    |
|       | Chris Brown    | Libéral           | +06 360,  | 12,84 %    |
|       | Cameron Alexis | NPD               | +07 127,  | 14,39 %    |
|       | Sabrina Levac  | Vert              | +01 247,  | 2,52 %     |
|       | Jeremy Sergeew | Parti libertarien | +00443,   | 0,89 %     |
| Total | Total          | Total             | 49 519    | 100 %      |